# دائرة عين كرمس
دائرة عين كرمس إحدى دوائر  ولاية تيارت الجزائرية .  عاصمتها هي عين كرمس  وتضم بلديات  : 
- عين كرمس
- مادنة
- جبيلة الرصفاء
- تحدها شمالا دائرة فرندة و شرقا دائرة عين الذهب و غريبا ولاية سعيدة و جنوبا ولاية البيض